# Johnson County (Kentucky)
Johnson County ist ein County im Bundesstaat Kentucky der Vereinigten Staaten. Das U.S. Census Bureau hat bei der Volkszählung 2020 eine Einwohnerzahl von 22.680 ermittelt.
Der Verwaltungssitz (County Seat) ist Paintsville, das nach dem Paint Creek benannt wurde, an dem es liegt. Das County gehört zu den Dry Countys, was bedeutet, dass der Verkauf von Alkohol eingeschränkt oder verboten ist.

## Geographie
Das County liegt im Osten von Kentucky, ist etwa 30 km von West Virginia entfernt und hat eine Fläche von 684 Quadratkilometern, wovon sechs Quadratkilometer Wasserfläche sind. Es grenzt im Uhrzeigersinn an folgende Countys: Lawrence County, Martin County, Floyd County, Magoffin County und Morgan County.

## Geschichte
Johnson County wurde am 24. Februar 1843 aus Teilen des Floyd County, Lawrence County und Morgan County gebildet. Benannt wurde es nach Richard M. Johnson, einem General, US-Senator, Mitglied im US-Kongress und Vize-Präsident.
Insgesamt sind 39 Bauwerke und Stätten des Countys im National Register of Historic Places eingetragen (Stand 5. Oktober 2017).

## Demografische Daten

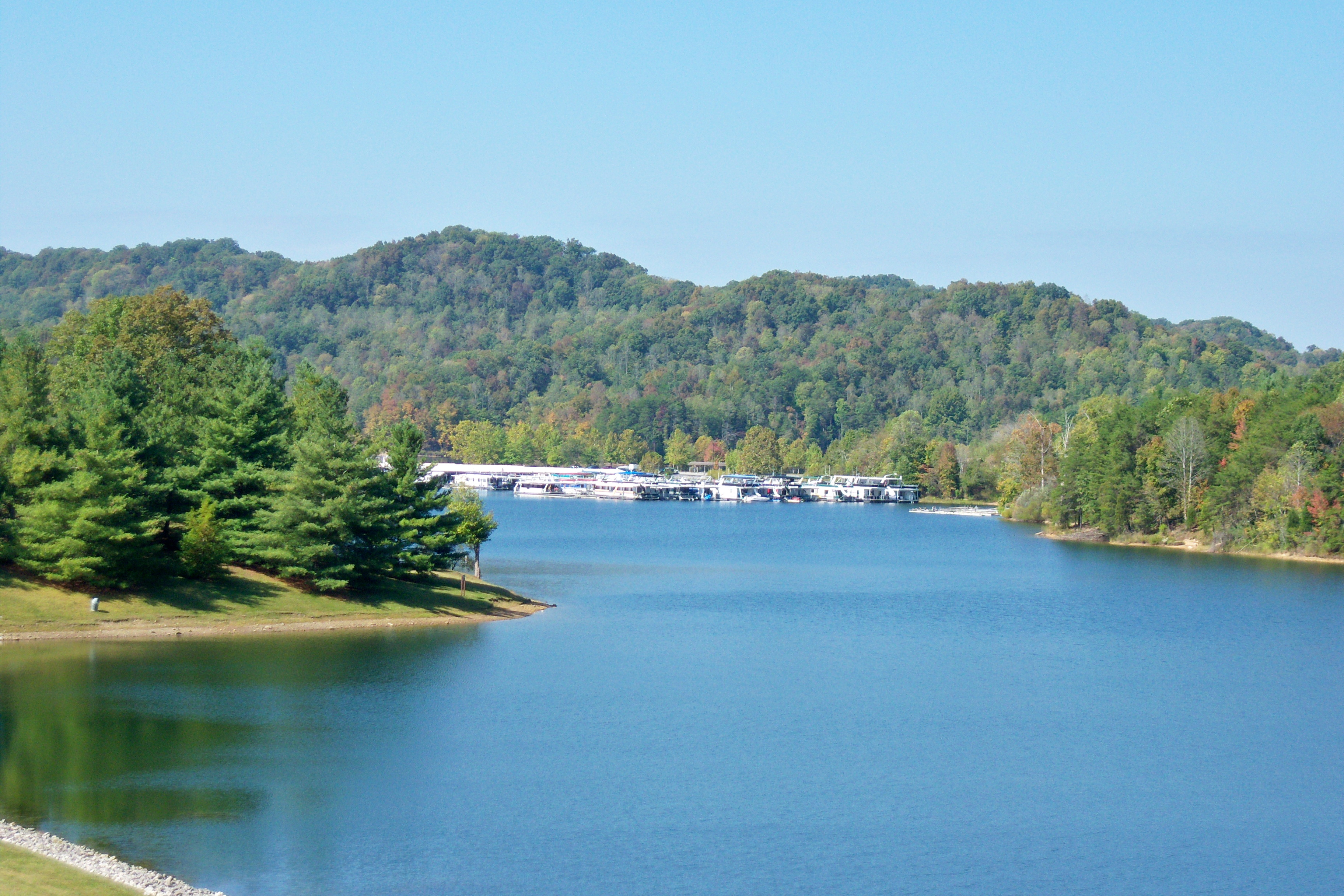
Paintsville Lake

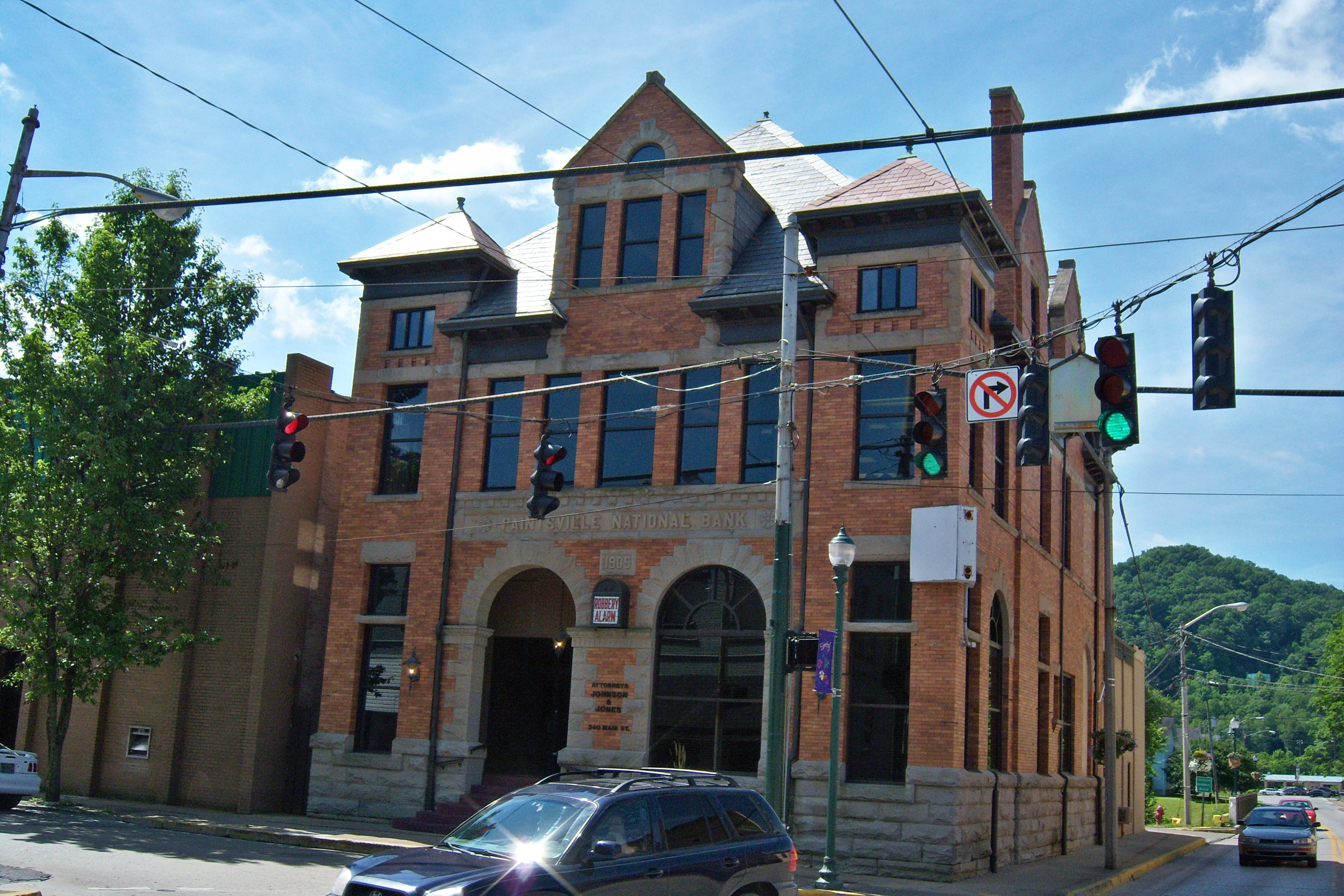
First National Bank in Paintsville, gelistet im NRHP

Der Volkszählung im Jahr 2000 zufolge lebten im Johnson County 23.445 Menschen in 9.103 Haushalten und 6.863 Familien. Die Bevölkerungsdichte betrug 35 Einwohner pro Quadratkilometer. Ethnisch betrachtet setzte sich die Bevölkerung aus 98,64 Prozent Weißen, 0,25 Prozent Afroamerikanern, 0,13 Prozent amerikanischen Ureinwohnern, 0,29 Prozent Asiaten, 0,02 Prozent Bewohnern aus dem pazifischen Inselraum und 0,09 Prozent aus anderen ethnischen Gruppen zusammen; 0,58 Prozent stammten von zwei oder mehr Ethnien ab. 0,61 Prozent der Bevölkerung waren spanischer oder lateinamerikanischer Abstammung.
In 34,1 Prozent der 9.103 Haushalte lebten Kinder und Jugendliche unter 18 Jahren. 60,5 Prozent waren verheiratete, zusammenlebende Paare, 11,3 Prozent waren allein erziehende Mütter, 24,6 Prozent waren keine Familien, 22,3 Prozent waren Singlehaushalte und in 9,0 Prozent lebten Menschen im Alter von 65 Jahren oder darüber. Die Durchschnittshaushaltsgröße betrug 2,52 und die durchschnittliche Familiengröße lag bei 2,93 Personen.
Auf das gesamte County bezogen setzte sich die Bevölkerung aus 24,0 Prozent Einwohnern unter 18 Jahren, 8,8 Prozent zwischen 18 und 24 Jahren, 28,9 Prozent zwischen 25 und 44 Jahren, 25,7 Prozent zwischen 45 und 64 Jahren und 12,6 Prozent mit 65 Jahren oder älter zusammen. Das Durchschnittsalter betrug 37 Jahre. Auf 100 weibliche Personen kamen 93,1 männliche Personen. Auf 100 Frauen an 18 Jahren kamen statistisch gesehen 90,7 Männer.
Das jährliche Durchschnittseinkommen eines Haushalts betrug 24.911 US$, das Durchschnittseinkommen der Familien betrug 29.142 US$. Männer hatten ein Durchschnittseinkommen von 29.762 US$, Frauen 20.136 US$. Das Prokopfeinkommen betrug 14.051 US$. 21,7 Prozent der Familien und 26,6 Prozent der Bevölkerung lebten unterhalb der Armutsgrenze. Davon waren 35,5 Prozent Kinder oder Jugendliche unter 18 Jahre und 19,3 Prozent waren Menschen über 65 Jahre.

## Orte im County
- Asa
- Barnetts Creek
- Chandlerville
- Chestnut
- Collista
- Dawkins
- Denver
- Dobson
- East Point
- Elna
- Flatgap
- Fuget
- Hagerhill
- Hargis
- Keaton
- Kerz
- Leander
- Manila
- Meally
- Nero
- Nippa
- Offutt
- Oil Springs
- Paintsville
- Redbush
- Riceville
- Sip
- Sitka
- Staffordsville
- Swamp Branch
- Thealka
- Thelma
- Tutor Key
- Van Lear
- Volga
- West Van Lear
- Whitehouse
- Williamsport
- Winifred
- Wittensville